# Рахманкулов, Мир-Акбар Ходжи-Акбарович
Мир-Акбар Ходжи-Акбарович Рахманкулов (узб. Rahmanqulov, Mir-Akbar Xoji-Akbarovich; родился 5 октября 1952 года, Ташкент, Узбекистан) — узбекский государственный деятель, Секретарь Совета национальной безопасности при Президенте Республики Узбекистан, Государственный советник Президента Республики Узбекистан по обороне, профессор, доктор юридических наук, член персонального состава Сената Республики Узбекистан.

## Биография
Родился 5 октября 1952 года в г. Ташкент, Узбекистан. Окончил юридический факультет ТашГУ в 1975 году.
1980—1984 — инструктор Отдела учащейся молодежи ЦК ЛКСМ Узбекистана.
1989—1992 — начальник управления — заместитель Главного ученого секретаря Президиума Академии наук Республики Узбекистан
1992—1993 — заместитель заведующего экспертной группы Кабинета Министров при Президенте Республики Узбекистан
1993—1994 — первый проректор университета мировой экономики и дипломатии при МИД Республики Узбекистан
1994—1995 — главный консультант аппарата Президента Республики Узбекистан
1995—1997 — директор Института стратегических и межрегиональных исследований при Президенте Республики Узбекистан
1997—2014 — Секретарь Совета национальной безопасности при Президенте Республики Узбекистан, Государственный советник Президента Республики Узбекистан
2000—2005 — депутат Сената Олий Мажилиса Узбекистана от Социал-демократической партии Узбекистана «Адолат» .
С 2014 года по н.в. — заместитель Директора Института мониторинга действующего законодательства при Президенте Республики Узбекистан
С 2016 года по н.в. — профессор Университета мировой экономики и дипломатии при МИД Республики Узбекистан.
С 18 января 2020 года — депутат Сената Олий Мажилиса Узбекистана (назначен указом Президента).
Владеет узбекским, русским и английским языками.
Автор книги «Сущность договора и его роль в условиях рыночной экономики».